# Ďáblův trylek

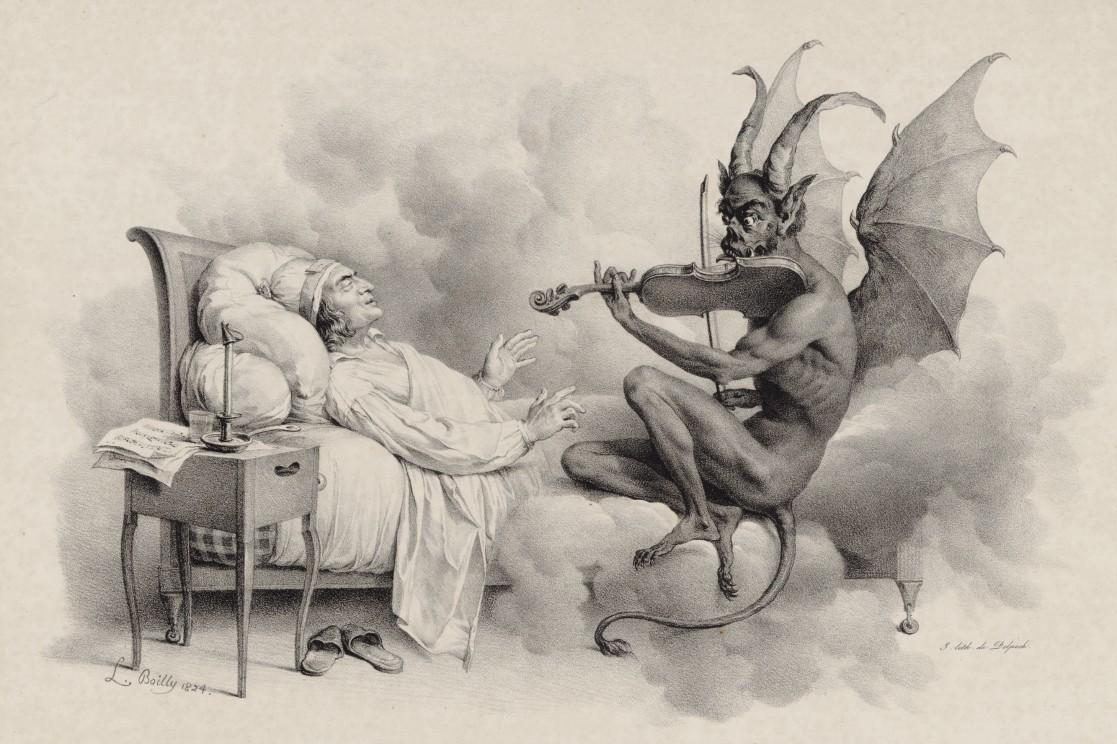
Tartiniho sen, ilustrace Louise-Léopolda Boillyho (1761–1845) snu, který údajně inspiroval skladatele ke zkomponování sonáty g moll.

Sonáta pro housle g moll italského barokního houslisty a skladatele Giuseppa Tartiniho (1692–1770) známá především pod názvem Ďáblův trylek (italsky Il trillo del diavolo), je sonáta pro housle a basso continuo, proslulá svou technickou náročností. Provedení celé skladby obvykle trvá přibližně 15 minut.
Sonáta vznikla zřejmě v roce 1730, existuje však několik hypotéz o datování vzniku sonáty. Podle příběhu francouzského cestovatele Jérôma Lalanda sonáta měla vzniknout v roce 1713, avšak analýza hudebního stylu ji řadí spíše do 40. let 17. století.

## Struktura
Skladba je strukturována do tří vět:
- Larghetto affettuoso ve 12/8 taktu. Jedná se o hlavní téma sonáty, které představuje základní téma, na kterém jsou postaveny ostatní věty. Má velmi jednoduchou a lineární strukturu, s výjimkou některých akordů a některých trylek.
- Allegro ve 2/4 taktu. První variace na téma larghetta. Má mnohem složitější strukturu než předchozí věta: bas v první větě se omezil na prosté kadence, zde rozvíjí melodii a housle poprvé mají v této větě několik virtuózních pasáží.
- Andante-Allegro-Adagio ve střídavém taktu: 2/4 (Allegro) a 4/4 (Andante, Adagio).

## Verze kusu
- Nejznámější verzí díla je revize Fritze Kreislera, který sonátu rozepsal pro k původní notaci přidal ozdoby a kadenci, ale provádí se i původní verze bez ozdob.
- The Duke of Burlington, pseudonym Maria Battainiho, který skladbu provedl ve stylu prog rock na svém albu The Duke of Burlington z roku 1970 s názvem Devil's Trillo.

## Příběh o zrození sonáty
Podle pověsti, kterou uvádí francouzský astronom Jérôme Lalande ve své knize „Voyage d'un Français en Italie, fait dans les années 1765 et 1766“ („Cesta Francouze do Itálie, vykonaná v letech 1765 a 1766“), měl být inspirací ke zrození sonáty Il trillo del diavolo noční sen z roku 1713, který mu skladatel popsal takto:
| „                                                                                            | Jedné noci se mi zdálo, že jsem uzavřel smlouvu, v níž mi ďábel byl k službám. Vše se plnilo podle mého přání a má vůle mým novým sluhou byla pokaždé vyplněna ještě dříve, než jsem ji vyslovil. Zdálo se mi, že mu podávám své housle, aby mi zahrál nějakou krásnou árii, jaký však byl můj údiv, když jsem zaslechl tak jedinečnou a krásnou sonátu, provedenou s brilanci a citem, že jsem si nedokázal představit nic, co by se jí vyrovnalo. Byl jsem zcela okouzlen, pocítil jsem takovou rozkoš, že se mi tajil dech. Probuzen prudkým citem, okamžitě jsem uchopil své housle v naději, že opět uslyším hudbu, kterou jsem právě slyšel, leč marně. Skladba, kterou jsem zkomponoval je ve skutečnosti tím nejlepším, co jsem kdy napsal. I tak zůstává daleko za tou, která mne rozechvěla natolik, že bych rozlomil své housle a navždy opustil hudbu, kdybych se mi podařilo zrušit ono slastné opojení, které mi přinesla. | “ |
| — Jérôme Lalande v knize „Voyage d'un Français en Italie, fait dans les années 1765 et 1766“ | |   |

## Sonáta v populární kultuře

### Komiks
V italském kresleném komiksu Dylan Dog je Ďáblův trylek píseň, kterou si hlavní protagonista ve svém volném čase hraje na klarinet (podle jeho asistenta Groucho špatně). Také v čísle 235 „ Sonata macabra“ předvádí mladá a krásná ruská houslistka dílo pod vedením starého skladatele, který ji chce zdokonalit do té míry, aby se rovnala té, kterou hraje ďábel z Tartiniho snu. Noty nové melodie však způsobují nevysvětlitelné reakce, které posluchače dostávají do přímého kontaktu s peklem. 
V anime Dědicové temnoty je jedno ze čtyř vyšetřování inspirováno Tartiniho příhodou a touto sonátou.

## Poznámka
1. ↑  ibrary Project, Project Petrucci